# Tresekammer (Bremen)
Die Tresekammer oder kurz Trese (von Altgriechisch thesaurus ‚Schatz‘ bzw. Latein tresecamere oder Althochdeutsch treserye ‚Schatzkammer‘) war das erste kommunale Archiv der Stadt Bremen. Als Trese wurde darüber hinaus eine Kammer im Bremer Dom bezeichnet, in der wertvolle Bestandteile des Domschatzes verwahrt wurde.

## Die Rats-Trese

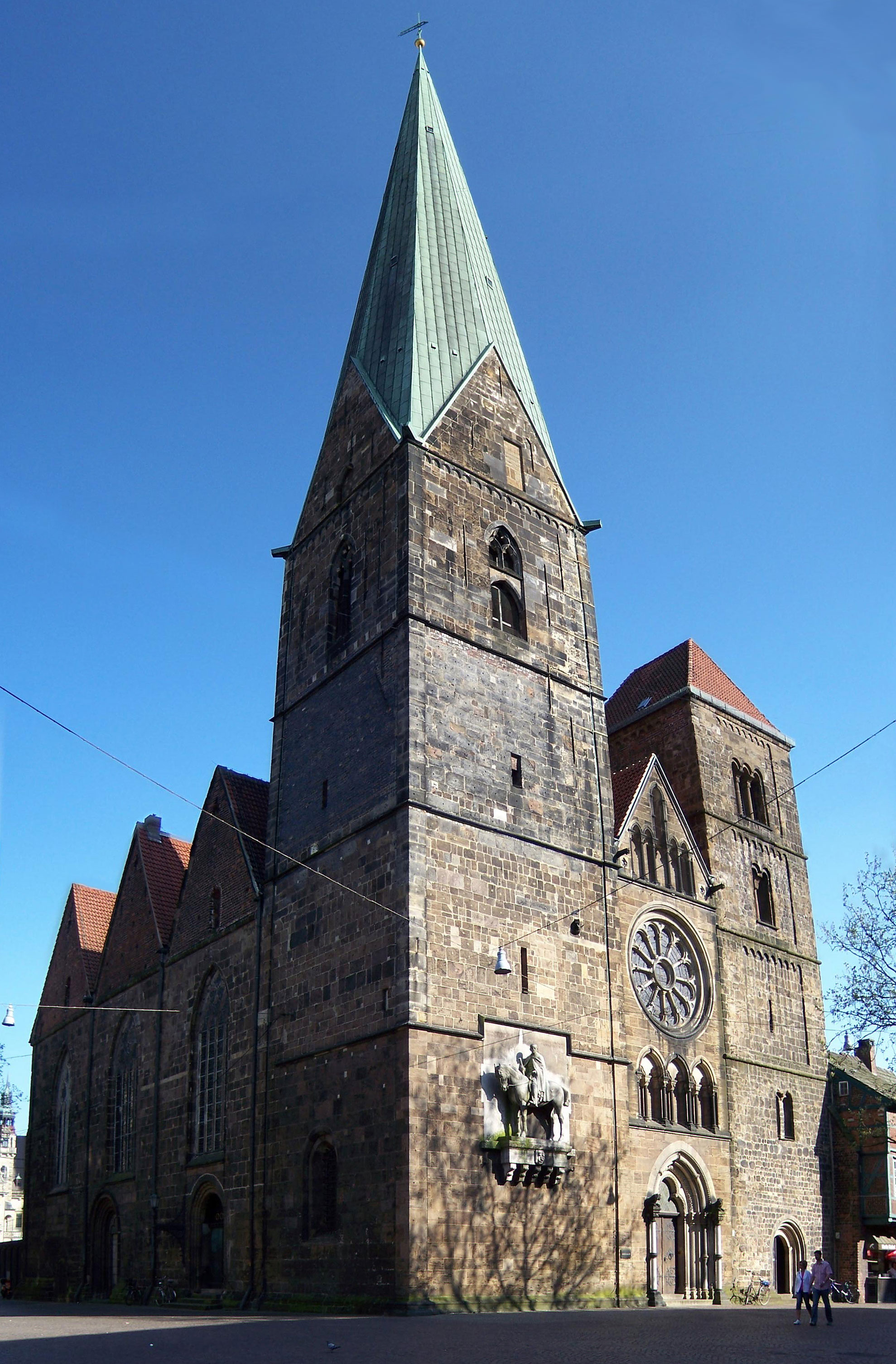
Die Liebfrauenkirche (vormals St. Veit), der Nordturm im Vordergrund beherbergte die Tresekammer des Rates

(53° 4′ 35,8″ N, 8° 48′ 26,5″ O)
Mit der Herausbildung eines Rates der Stadt als eigenständige Instanz gegenüber dem Erzbistum ab 1225 begannen sich wichtige städtische Dokumente und Wertsachen anzusammeln, die sicher verwahrt werden musste. Als Aufbewahrungsort diente dem Rat hierfür seit spätestens dem 14. Jahrhundert (vermutlich aber bereits früher) ein Raum im Erdgeschoss des Nordturms der Liebfrauenkirche, der alten Markt- und Ratskirche Bremens.
Die Trese war nur vom Kirchinneren aus zu betreten und mit zwei schweren Türen versperrt, einer inneren aus Eisen und einer äußeren aus Holz. Zugang zur Trese hatten nur Ratsherren, die Schlüssel wurden von den zwei Treseherren verwahrt. Ein kleines, hochangebrachtes Fenster, das bei Nicht-Nutzung des Raums mit einer Eisenklappe verschlossen wurde, war die einzige natürliche Lichtquelle der Trese.
Verwahrt wurden in der Tresekammer Urkunden wie Privilegien, Verträge und Besitztitel, sowie Wertsachen und auch Gelder der Stadt. Auf Grund der Beleuchtungssituation waren die Räumlichkeiten nicht zum Studium der Unterlagen geeignet, so dass immer wieder Dokumente entnommen wurden, von denen einige dann später nicht ordnungsgemäß zurückgebracht wurden, wodurch im Laufe der Jahre einige Archivalien verloren gingen oder erst wieder Jahre später in den privaten Nachlässen von Bürgermeistern oder Ratsherrn auftauchten. Zudem galt die Trese nicht zu allen Zeiten als sicher, so wurden z. B. während des Bannerlaufes – einem Aufstand gegen den Rat im Jahr 1366 – von Ratsherr Johann von Haren wichtige Urkunden und Briefe „in Sicherheit“ gebracht, wobei einige Dokumente verloren gingen.
Die Archivalien waren in fünf großen Eichenschränken mit Schubfächern verstaut, die wiederum in Laden unterteilt waren. Der älteste dieser Schränke stammte aus dem Paulskloster und enthielt den Urkunden- und Dokumentenbestand des Klosters, der bei der Zerstörung desselben im Jahr 1523 in Besitz des Rates kam. Ein Schrank aus dem Jahr 1559 war mit einer Inschrift auf einem Pergament in alten Plattdeutsch versehen:
„Hyr sind vele breve, dar de stad van Bremen wol vorwaret mede is – van vorsten, heren, ridderen und knapen. Oft yemant de stad anverdighen wolde, so soket ja na breven.“
(Hier sind viele Briefe [Urkunden], mit denen die Stadt Bremen ausgestattet ist – von Fürsten, Herren, Rittern und Knappen. Falls jemand die Stadt angreift, so suchet nach den Briefen.)
Im 16. Jahrhundert wurde von Bürgermeister Diedrich Hoyer ein Register der Archivalien in der Trese angelegt, das später ab 1727 durch den ersten amtlichen Archivar der Stadt, Hermann Post, systematisch vervollständigt wurde.

### Bestände der Trese

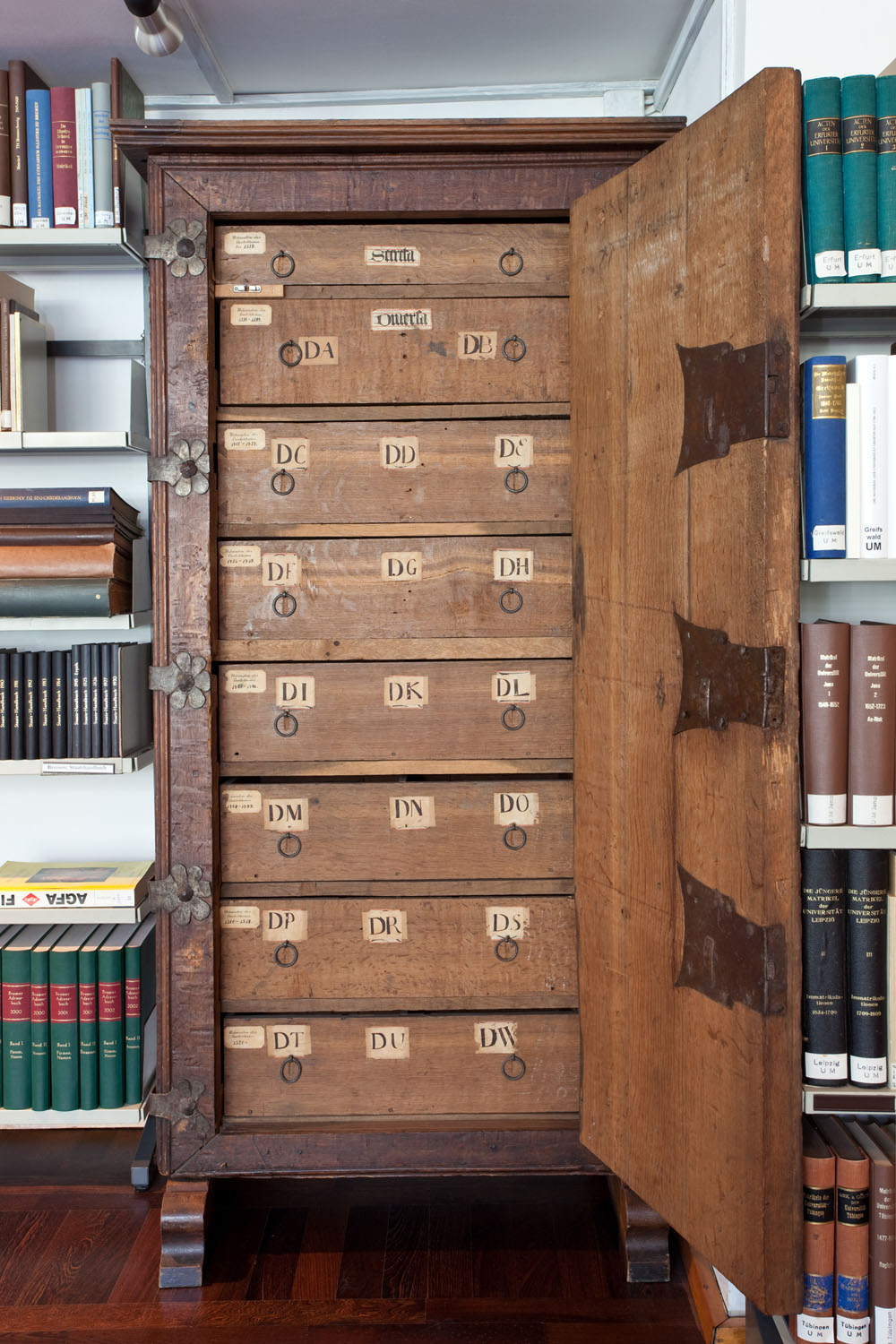
Der Treseschrank aus dem ehemaligen Paulskloster mit den Rubriken Da bis Dw

| Rubrik | Inhalt |
| ------ | --- |
| A      | Ämter, Arsten, Aller, Altena. |
| B      | Blumenthal, Bederkesa. |
| C      | Burg, Burgdamm, Burgzoll. |
| D      | Borgfeld. |
| E      | Bürgerweide, Wümme, Kuhgraben. |
| F      | Butjadingen, Stadland. |
| G      | B. generaliter (Balge, Braunschweig).                                                                                                  |
| H      | Komturei. |
| I      | Capitula, Camera. |
| K      | Dänemark (jedoch ohne Danica privilegia et commercia, welche sub Hansa).                                                               |
| L      | Delmenhorst, Diepholz. |
| M      | Erzbischöfe bis auf Christoph. |
| N      | Erzbischof Christoph. |
| O      | Erzbischöfe nach Christoph. |
| P      | Esens. |
| Q      | Exemptio. |
| R      | Freiheit ungemittelter Instanz im Reich.                                                                                               |
| S      | Freiheit generaliter. |
| T      | Freiheit (Salvische Tractaten. Schwedische Salveguard. Vocatoriae ad Comitia et Pacificat. Osnabrück. Stader und Habenhauser Vertrag). |
| U      | Freiheit (Bruchhauser Vertrag. Declaratio regio. Stader Vertrag von 1741).                                                             |
| W      | Geistliche und Religionssachen. Gasthäuser und Arme.                                                                                   |
| X      | Geistliche beneficia. |
| Y      | Grenzen. Generalia. |
| Z      | Hansa et commercia. |

| Rubrik | Inhalt                                                                                                |
| ------ | --- |
| Ba     | Hollerland.                                                                                           |
| Bb     | Hoya.                                                                                                 |
| Bc     | Holland und ganz Niederland.                                                                          |
| Bd     | H. generaliter (Huchting und das Gebiet daselbst. Horneburg. Hannover. Hadeln und Ritzebüttel. Hude). |
| Be     | Lüneburg und Lunenberge.                                                                              |
| Bf     | Langwedel.                                                                                            |
| Bg     | L. generaliter (Länderei. Langenstraße. Lohgerber. Lehe. Lede).                                       |
| Bh     | Mauerherrn. Marstall. Mühlen.                                                                         |
| Bi     | Münze.                                                                                                |
| Bk     | Neuenkirchen.                                                                                         |
| Bl     | Oldenburg bis auf Graf Gerhard.                                                                       |
| Bm     | Oldenburg, Graf Gerhard betreffende Sachen.                                                           |
| Bn     | Oldenburgica post Gerhardum.                                                                          |
| Bo     | Ostfriesland.                                                                                         |
| Bp     | O. generaliter (Ochtum. Ottersberg. Osterholz).                                                       |
| Bq     | Schmalkalden.                                                                                         |
| Br     | Stotel. Schotkammer. Schütting.                                                                       |
| Bs     | Schuldverschreibungen.                                                                                |
| Bt     | Vieland. Land Würden. Land Wursten. Wildeshausen.                                                     |
| Bu     | Weser. (Weser und Geestestrom betreffend).                                                            |
| Bw     | Zusammensetzung (d. h. Vertrag) bis zum Jahre 1448.                                                   |
| Bx     | Zusammensetzung nach 1448.                                                                            |
| By     | Zoll und Zise.                                                                                        |
| Bz     | Zusammensammlung notabeler Schriften.                                                                 |

| Rubrik | Inhalt                             |
| ------ | ---------------------------------- |
| Ca–Cm  | Kaiserliche Privilegien der Stadt. |
|        | Rats-/Senatasprotokolle.           |

| Rubrik | Inhalt                               |
| ------ | ------------------------------------ |
| Da–Dw  | Archiv des ehemaligen Paulsklosters. |

| Rubrik | Inhalt            |
| ------ | ----------------- |
| –      | Neuere Dokumente. |

### Verbleib

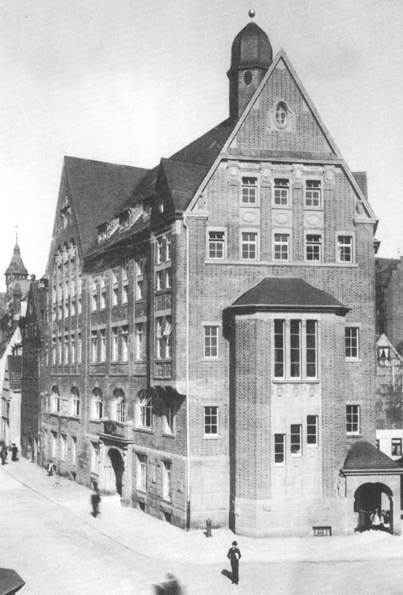
Das Bremer Staatsarchiv an der Tiefer im Jahr 1910

Nach über 600 Jahren wurde das Archiv im Jahr 1909 in das neuerrichtete Staatsarchiv an der Tiefer gebracht. Die ehemalige Tresekammer in der Liebfrauenkirche wurde 1924 zur Gedächtniskapelle für Gefallene des Ersten Weltkriegs und des 1. Hanseatischen Infanterie-Regiments umgestaltet.
Die Zerstörung des Gebäudes an der Tiefer im Zweiten Weltkrieg überstanden die fünf Trese-Schränke. Einer befindet sich heute im Sitz des bremischen Landesamtes für Denkmalpflege in Haus Heineken in der Sandstraße, die anderen vier an unterschiedlichen Standorten im Staatsarchivs am Kennedy-Platz, der älteste davon (aus dem Paulskloster) im Lesesaal. Die ehemaligen Trese-Bestände werden im Staatsarchiv verwahrt.

## Die Dom-Trese
(53° 4′ 31,5″ N, 8° 48′ 32″ O)
Die ehemalige Tresekammer des Bremer Domes befand sich im heutigen Textilraum des Dom-Museums. In ihr wurden Bücher, Reliquien, Kelche und anderer wertvoller Kirchenschmuck aufbewahrt.